# Claudio Giaconi
Claudio Giaconi (Curicó, Chile, 1927 – Santiago, Chile, 22 de junio de 2007) fue un escritor chileno considerado uno de los autores fundacionales de la Generación Literaria de 1950, grupo de escritores que se destacó por su escepticismo algo radical frente a la vida, buscando, principalmente, la desaparición del criollismo presente hasta entonces en la literatura chilena.

## Biografía
Claudio Giaconi nace en Curicó, en el año 1927. Comienza su educación en el Colegio Hispanoamericano de los Padres Escolapios, lugar que pronto tiene que abandonar debido a la delicada situación económica de su familia, provocada por el fallecimiento de su padre. Desde entonces, se desempeña en diversos trabajos ocasionales para subsistir. Lo anterior no evita que su gusto por las letras se manifieste, por lo que comienza a formarse a sí mismo con lecturas de escritores del siglo XIX, principalmente rusos y norteamericanos, como Dostoievski y Goncharov, o Thomas Wolfe y William Faulkner, respectivamente. Gracias a lo anterior, logra ejercer como periodista.
Giaconi siempre fue descrito como un hombre solitario, algo rebelde y apasionado. Entre aquellos que lo conocían, aseguraban su gusto por el buen vestir, lo que no siempre le trajo buenas experiencias, puesto que sus deudas con los sastres lo mantenían con diversos problemas económicos.
Su salud siempre fue delicada. Algunos años antes de su muerte tuvo que ser intervenido en su fémur, lo que provocó una larga convalecencia. Luego de una solitaria vida, decide casarse con la amable mujer que lo cuidó durante ese tiempo como agradecimiento. Sin embargo, fiel a su estilo algo desordenado, termina con esta unión y se va de Chile.
En junio del año 2007, a causa de un fuerte dolor en un pie, es ingresado de urgencias al Hospital del Salvador donde es diagnosticado de trombosis, con la cual es advertido que puede perder ambas piernas. Muere el 22 de ese mes, producto de un infarto tras una compleja operación.

## Vida como autor
A comienzos de la década de los cincuenta, Giaconi entabla relaciones con otros jóvenes artistas de la época, entre ellos: Enrique Lihn, Jorge Teillier, Jorge Edwards y Carmen Silva; con gran parte de ellos comparte aquel sentir escéptico ante los cánones impuestos y aquella voluntad y necesidad de cambio. Es con ellos con quienes más tarde conforman la llamada Generación Literaria de 1950, donde Giaconi tuvo un papel muy importante. El grupo se disolvió producto del exilio al que muchos se sometieron.
Un acontecimiento importante a destacar es lo ocurrido en 1958 en una ponencia presentada en el Segundo Encuentro de Escritores Chilenos realizado en Chillán, allí Giaconi leyó un texto que representaba muy bien no sólo sus concepciones literarias, sino que también la de muchos jóvenes escritores chilenos de la década del 50. En la reedición que se hizo de La difícil juventud en 1970, se incluye Una experiencia literaria (las palabras que Giaconi dijo en la ponencia) como prólogo.
Su obra no es muy extensa, pero es sustanciosa. Los doce cuentos que componen su más grande escrito lo llevaron a la cumbre, sin embargo, luego de aquel maravilloso debut, Giaconi se sumió en un silencio creativo que no hizo más que aumentar la fama que crecía en torno a él. En el año 2010, Gonzalo Contreras publica un volumen que rescata la obra completa del autor, con la cual busca rescatar la figura casi mítica del díscolo escritor.

## La Difícil Juventud
Considerada la obra fundacional de la Generación Literaria de 1950, La difícil juventud consta de doce cuentos llenos de una estética novedosa y transgresora. Publicada en 1954, cuando Giaconi tenía 27 años, esta obra se presenta con un carácter inconformista y casi maldito. Más aún porque su autor se encontraba en la cárcel al momento de su publicación.
Con su aparición generó gran controversia, lo que atrajo a los críticos de la época, de la misma forma en que sigue siendo objeto de continuos análisis y estudios en la actualidad. El siguiente extracto de un artículo publicado en el 2010, demuestra el gran interés que estos doce cuentos generan en quienes los lean: 
"En el texto de Giaconi se lleva adelante un proceso de desterritorialización, de abandono del territorio para crear una nueva tierra, un nuevo universo. Supone la búsqueda de un centro intenso en lo más profundo de sí mismo. (Deleuze y Guattari: 2000).Y esto se logra a partir de una línea de fuga, que “no es una huida del mundo sino un fluir hacia una territorialización” (Catalán: 2003, 97). Eso es lo que busca Giaconi a través de la publicación de La difícil juventud en el marco de la tradición literaria chilena, y también sus personajes, por medio de la ruptura de los estratos que los aprisionan. Las líneas duras, que segmentarizan y estratifican están determinadas por las corrientes aún vigentes en la narrativa chilena: el criollismo y el realismo socialista, y se ven representadas en los cuentos a través de las rígidas normas establecidas por la urbanidad, el sentido común, la ética adulta que no comprende, que se muestra insensible frente a la sensibilidad juvenil, que pretende aplastarla. Y las líneas de fuga, de ruptura, se forman por medio de la experimentación formal y temática, por la búsqueda de la catarsis, de la expansión liberadora. Este primer libro de Giaconi se instala en un nuevo territorio, en una distancia crítica que lo separa del resto, en donde marca sus distancias"
Sin duda alguna, La difícil juventud es una obra que encierra en sí misma toda la inteligencia y el carácter de su autor, así como también el reflejo del sentir de muchos jóvenes escritores de la época.